# بمب‌گذاری ۱۹۷۴ برج لندن
بمب‌گذاری ۱۹۷۴ برج لندن (انگلیسی: 1974 Tower of London bombing) در هفدهم ژوئیه بمبی به وزن ۱۰–۱۴ پوند در برج سفید، برج لندن منفجر شد که یک تن کشته و ۴۱ نفر از مردم مصدوم شدند که شامل قطع اندام و زخمهایی در ناحیه صورت بود. هنگام انفجار برج مملو از توریست بود و بمب در داخل توپ (جنگ‌افزار) برنزی قرن هجدهم کارگذاشته بود. هیچ‌کس مسئولیت این بمب‌گذاری را نپذیرفت اما از آنجا که ماه قبل از این ارتش موقت جمهوری‌خواه ایرلند پشت بمب‌گذاری پارلمان بریتانیا بود. به‌طور گسترده این گمان وجود دارد که آی‌آرا پش این بمب‌گذاری بوده‌است.